# Aeroportul Agartala
Aeroportul Agartala (IATA: IXA, ICAO: VEAT) este un aeroport din Tripura, India ce deservește zona Agartala. Aeroportul a fost tranzitat în decembrie 2022 de 116.577 de pasageri. A fost numit după zona deservită.
Situat la o altitudine de 14 m, aeroportul dispune de o singură pistă. Este operat de Airports Authority of India⁠(d).